# Distretto di San Juan Bautista (Ica)
Il distretto di San Juan Bautista è uno dei quattordici distretti della provincia di Ica, in Perù. Si trova nella regione di Ica e si estende su una superficie di  26,39 chilometri quadrati.